# Elefantenbund
Der Elefantenbund war ein mittelalterlicher Adelsbund in Tirol. Er wurde am 23. August 1406 von 21 Adligen zum Schutz ihrer wohlerworbenen Standesrechte geschlossen und bestand bis Anfang 1407.

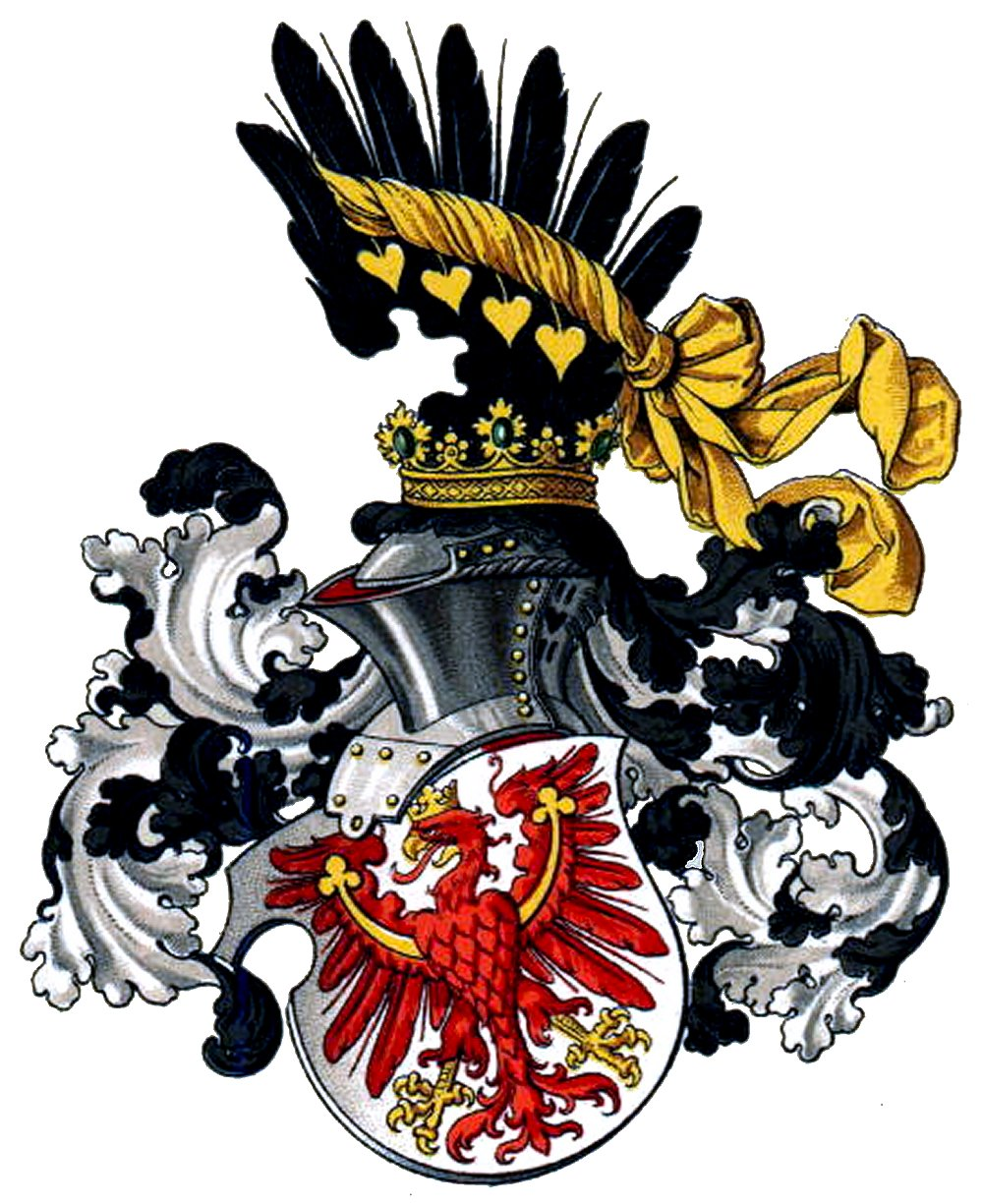
Wappen der gefürsteten Grafschaft Tirol

## Geschichte

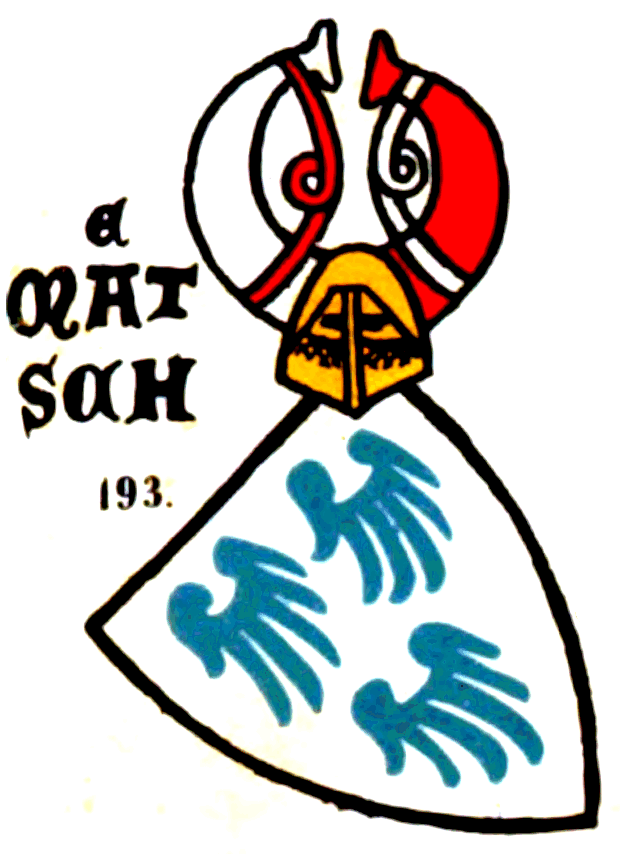
Wappen des Ulrich von Mätsch

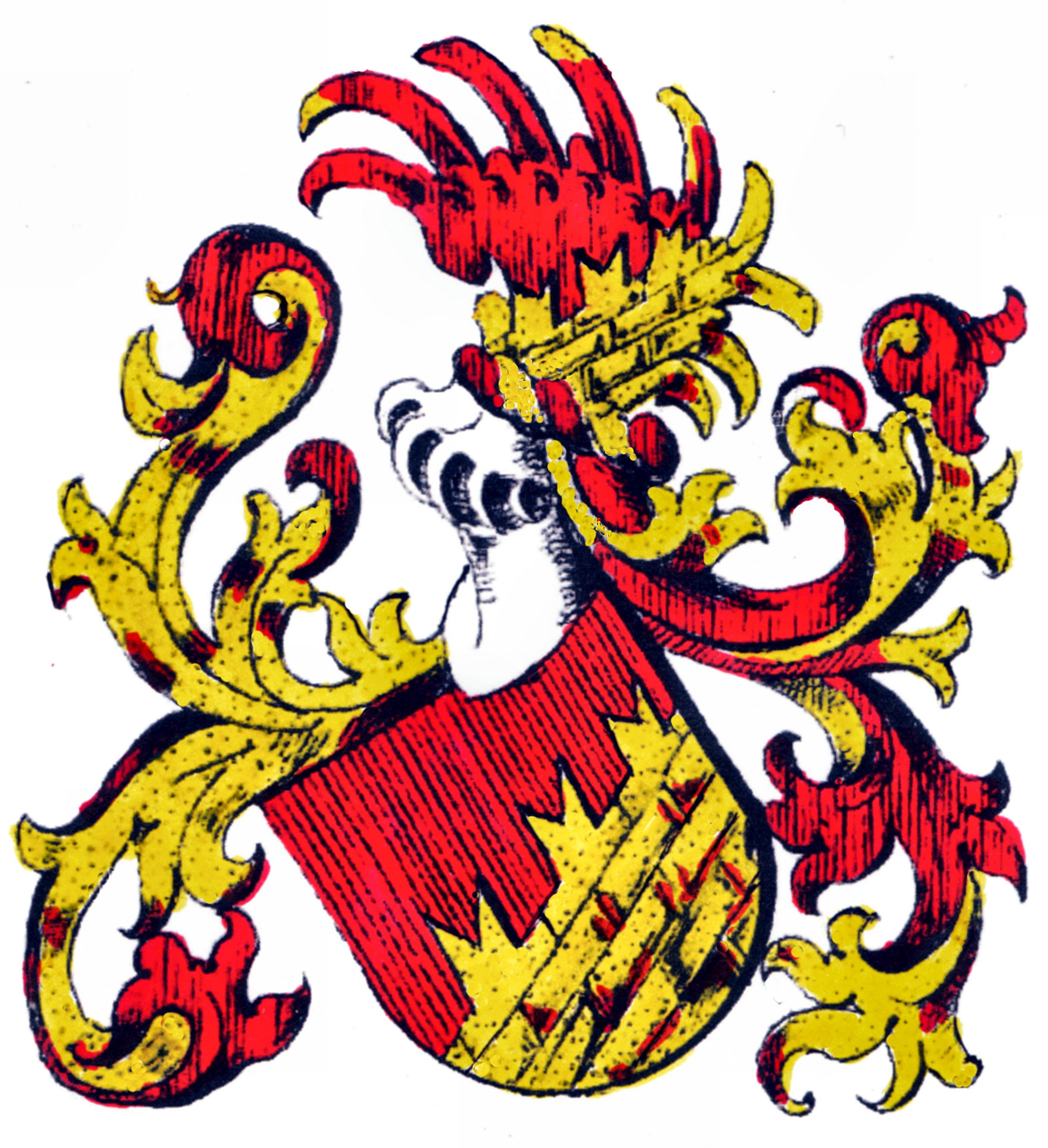
Wappen des Alphart von Goldegg

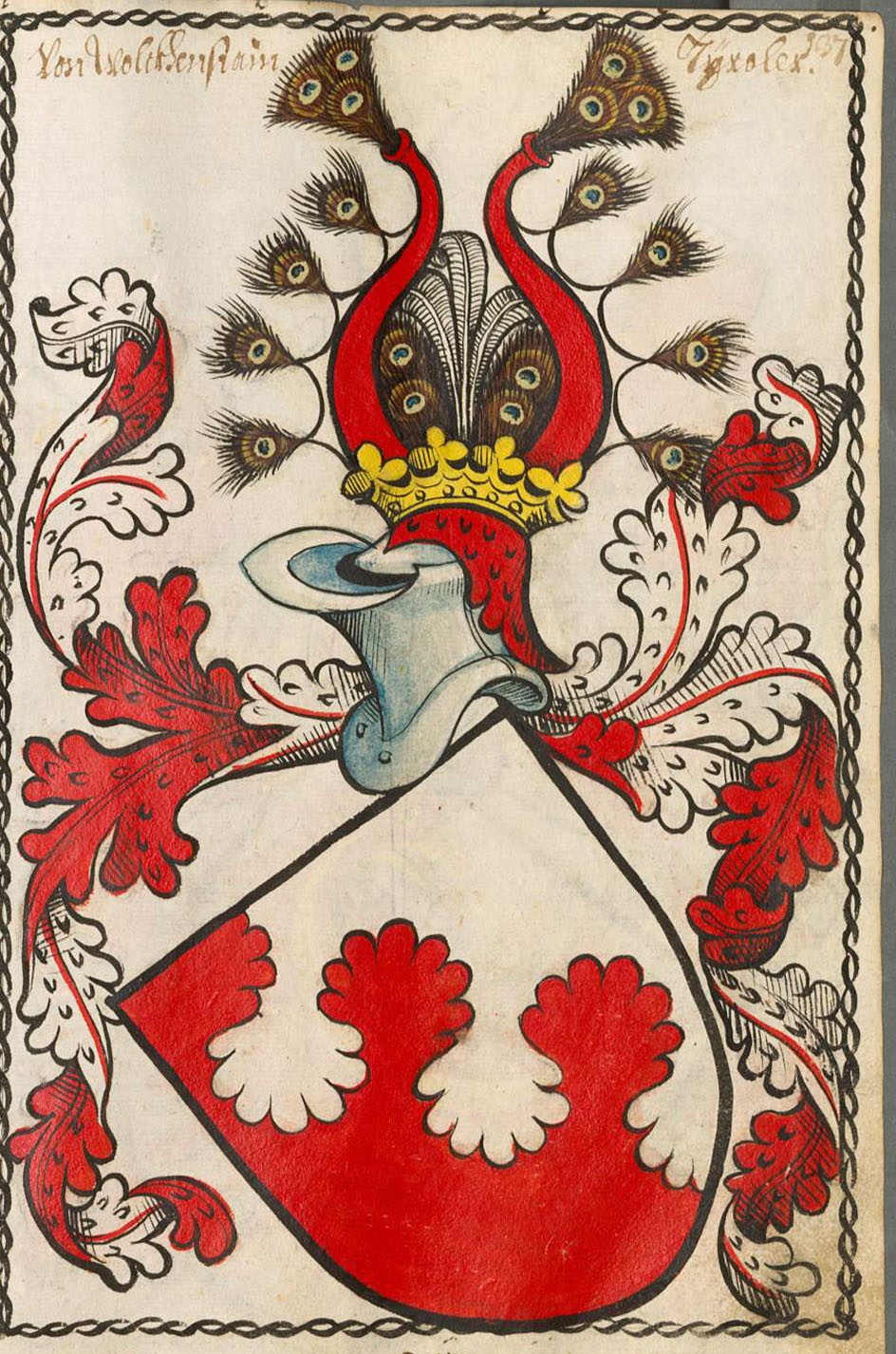
Wappen des Oswald von Wolkenstein

Nach einem kurzen kriegerischen Konflikt mit Appenzeller Landsknechten (1405), die über den Arlberg bis Imst vordrangen, weiters infolge von Streitigkeiten zwischen den herzoglichen Brüdern Leopold IV. und  Ernst dem Eisernen, vereinigten sich 21 Ritter in Nord- und Südtirol zu einem Adelsbund, um ihre Standesrechte sowohl gegen den Tiroler Landesfürsten Herzog Friedrich IV., als auch gegen den Landeshauptmann Heinrich VI. von Rottenburg zu verteidigen.
Als Bundesabzeichen trugen die Mitglieder auf der Brust einen silbernen Elefanten, vielleicht in Erinnerung an ein damals im westlichen Deutschland eingeführtes Tier, und nannten den Bund „Elefantenbund“. Er wurde am 23. August 1406 auf fünf Jahre geschlossen und hatte ein aus mehreren Artikeln bestehendes Statut (Bundesurkunde), das im ersten Artikel den Zweck des Bundes erläuterte und sich unter Führung des Vogts Ulrich von Mätsch, Graf von Kirchberg, dem Älteren konstituierte.
Die weiteren 20 Mitglieder waren:
- Pretlinus von Caldes
- Ulrich von Eglsee zu Feigenstein
- Hans von Firmian († 1440), Gatte der N. von Liechtenstein
- Karl von Firmian
- Viktor von Firmian, Bruder des obigen
- Alphart von Goldegg (Goldegger) († vor 1446)
- Georg von Goldegg (Goldegger), Bruder des obigen
- Martin von Jäger der Ältere
- Eckhard von Liebenberger zu Völlenperg, Landrichter im Inntal, Gatte der Elisabeth-Anna von Seidl
- Paul Peter Eckhard von Liebenberger zu Völlenperg, Bruder des obigen
- Ulrich von Mätsch, Graf von Kirchberg, der Jüngere
- Joachim von Montani († 1460), Unterrichter in Nauders, Propst von St. Afra, Gatte der Dorothea von Griesingen
- Caspar Schenkh von Metz, von der Haselburg bei Bozen, Erblandmundschenk
- Georg von Villanders († 1446), Pfleger von St. Lamprechtsburg, Gatte der Maria von Cles
- Hanns von Völseck
- Konrad von Wolkenstein, Gatte der Margarethe von Schenk
- Oswald von Wolkenstein (* um 1377–1445), Dichter und Politiker
- Georg Zörrer von Harrenstein
- Leopold Hanns Zwingenstein von Salleck
- NN Zwingenstein von Salleck, Bruder des obigen

Der Elefantenbund bestand nur sieben Monate, bis zum 23. März 1407. Er wurde abgelöst vom Falkenbund. Dessen Gründer war ironischerweise der gewalttätige Heinrich VI. von Rottenburg, Landhofmeister von Tirol. Die meisten Mitglieder des Elefantenbundes traten dem neuen bei.